# Gangrena
Gangréna (lat. gangraena iz gr. gángraina – prisad, vnetje) je odmrtje tkiva po poškodbi ali prekinjeni, zavrti prekrvitvi in okužbi. Najpogosteje prizadene spodnje okončine.
Gangrena ni nalezljiva bolezen in se zato ne more prenesti iz enega bolnika na drugega.  Obstaja več vrst gangrene, ki se kažejo z različnimi simptomi, npr. suha gangrena, vlažna gangrena, plinska gangrena in nekrotizirajoči fasciitis. Zdravljenje je odvisno od vzroka in lahko zajema resekcijo (kirurško odstranitev prizadetega tkiva), debridement, v skrajnem primeru pa tudi amputacijo, zdravljenje z antibiotiki, revaskularizacijo (ponovna vzpostavitev prekrvitve z vstavitvijo žilnih obvodov) in hiperbarično oksigencijo.

## Vzroki
Gangreno povzroči znatno oslabljena prekrvitev tkiva, na primer pri periferni arterijski bolezni ali okužbi. Sladkorna bolezen in kajenje povečata tveganje za pojav gangrene.

## Vrste

### Suha gangrena
Pri suhi gangreni se tkivo suši in ne razpada zaradi sekundarne okužbe. Gre za obliko koagulacijske nekroze, ki se pojavi v tkivu s pomanjkljivo prekrvitvijo, ki ne omogoča preživetja celic. Pogosto je posledica periferne arterijske bolezni, lahko pa se pojavi tudi po akutni ishemiji okončine. Zaradi pomanjkanja kisika ni ustreznih razmer za gnitja tkiva in za uspevanje bakterij. Zato je prizadeti predel suh, skrčen ter temnordeč do črn. Meja z zdravim okolnim tkivom je pogosto zelo jasna in gangrenozno tkivo lahko, če pred tem ni kirurško odstranjeno, samo odpade.
Sladkorna bolezen je nevarnostni dejavnik za pojav periferne arterijske bolezni in s tem za nastanek suhe gangrene (pa tudi vlažne gangrene – zlasti pri bolnikih z neurejenim krvnim sladkorjem, saj povišane krvne koncentracije glukoze pomenijo ustrezno okolje za razrast bakterij).

### Vlažna gangrena
Pri vlažni gangreni nastane gnitje s tvorbo toksinov in iztekanjem krvavkaste, smrdeče tekočine. Je posledica bakterijske okužbe in ima v primerjavi s suho gangreno slabo prognozo. Pogosto se namreč pojavi sepsa. Okužbo z gnitjem povzročajo anaerobne bakterija, kot sta Clostridium perfringens in Bacillus fusiformis. Zaradi blokade venskega ali redkeje arterijskega obtoka vlažna gangrena običajno hitro napreduje. V prizadetem tkivu zastaja kri, v kateri se itro razmnožujejo bakterije. Toksini, ki jih izločajo bakterije, se absorbirajo v tkivo in povzročijo sepso in naposled smrt. Prizadeto tkivo je oteklo, zmehčano, gnilo in potemnelo. 
Zaradi visoke smrtnosti pri hitrem napredovanju vlažne gangrene je pogosto potrebna takojšnja, tako imenovana giljotinska amputacija, s katero se omejijo sistemski učinki okužbe.

### Plinska gangrena
Plinska gangrena (plinski prisad) je akutno, hudo nekrotizirajoče vnetje, ki ga povzročajo anaerobne bakterije, pri katerem se v podkožju in v mišicah pojavljata plin in serozni hemoragični eksudat. Povzročitelji so lahko bakterije iz rodu klostridijev (najpogosteje Clostridium perfringens, ki proizvaja aflatoksin) ali številne druge neklostridijske vrste (na primer anaerobni streptokoki in bakterije iz rodu Bacteroides). Okužba napreduje hitro, saj se plini, ki jih proizvajajo bakterije, širijo in infiltrirajo v okolno tkivo, in zato jo je treba obravnavati kot urgentno stanje. Pogosto hitro napreduje v bakteriemijo in septični šok.
Bakterije, ki povzročajo plinsko gangreno, lahko prodrejo v nekrotično tkivo iz okolja preko rane, se namnožijo in izločajo agresivne eksotoksine. Ti bakterijski toksini poškodujejo tudi okolno tkivo, pri tem pa nastaja plin. Sestava plina je bila enem od opisanih kliničnih primerov naslednja: vodik (5,9 %), ogljikov dioksid (3,4 %), dušik (74,6 %) in kisik (16,1 %).

### Druge oblike
- nekrotizirajoči fasciitis – okužba, ki se širi globoko v tkiva vzdolž mišičnih ovojnic
- noma – gangrena obraznih tkiv
- fournierova gangrena – oblika nekrotizirajočega fasciitisa, ki običajno prizadene predel spolovil in dimelj[15]